# Pachycephala orioloides
Pachycephala orioloides (свистун вивільговий) — вид горобцеподібних птахів родини свистунових (Pachycephalidae). Ендемік архіпелагу Соломонових островів. Виділяють низку підвидів.

## Підвиди
Виділяють дев'ять підвидів:
- P. o. bougainvillei Mayr, 1932 — острови Бугенвіль і Бука (Папуа Нова Гвінея), Шортлендські острови;
- P. o. orioloides Pucheran, 1853 — острови Шуазель, Малакобі, Санта-Ісабель і Нггела;
- P. o. centralis Mayr, 1932 — східні острови Нью-Джорждія[en];
- P. o. melanoptera Mayr, 1932 — південні острови Нью-Джорждія[en];
- P. o. melanonota Hartert, E, 1908 — острови Ранонґґа[en] і Велья-Лавелья;
- P. o. pavuvu Mayr, 1932 — острів Павуву;
- P. o. sanfordi Mayr, 1931 — острів Малаїта;
- P. o. cinnamomea (Ramsay, EP, 1879) — острів Бігля і Бугенвіль;
- P. o. christophori Tristram, 1879 — острови Овараха[en] і Макіра.

## Поширення і екологія
Вивільгові свистуни мешкакють на острові Бугенвіль (Папуа Нова Гвінея) і майже на всіх островах архіпелагу Соломонових островів, за винятком островів Санта-Крус. Живуть переважно в тропічних рівнинних лісах.